# Хайнрих фон Валдбург
Хайнрих фон Валдбург (на немски: Heinrich Truchseß von Waldburg; † сл. 6 февруари 1208) е „трушсес“, благородник от швабския род Валдбург.
Той е син на Бертолд фон Валдбург († сл. 1181) и съпругата му Аделхайд фон Юстинген, дъщеря на Бертолд фон Юстинген († сл. 1138). Внук е на Фридрих фон Валдбург († сл. 1183).

## Фамилия
Хайнрих фон Валдбург се жени за Аделхайд фон Рехберг-Аугсбург († сл. 1221), дъщеря на Улрих фон Рехберг, бургграф на Аугсбург († сл. 1205) и Аделхайд/Едилхардис фон Рамис († сл. 1205). Те имат децата:
- дъщеря фон Валдбург, омъжена за Еберхард фон Фронхофен
- Аделхайд фон Валдбург, омъжена за Еберхард I фон Тане-Валдбург (* ок. 1160; † 1234/сл. 1237), брат на Хайнрих фон Тане († 1248), епископ на Констанц (1233 – 1248), син на Фридрих фон Тане († 1197); родители на Еберхард II фон Валдбург († 20 февруари 1274), княжески епископ на Констанц (1248 – 1274)
- Гута фон Валдбург, омъжена за Еберхард фон Винтерщетен († 1228, Апулия), син на Конрад фон Тане и внук на Фридрих фон Тане († 1197) и племенник на Хайнрих фон Тане, епископ на Констанц († 1248)